# جان بابتيست هيبوليت دانس
جان باتيست هيبوليت دانس (22 فبراير 1797، سانت بال ان جيليكون—18 أبريل 1832، باريس)
كان طبيب في علم الأمراض له الفضل في وصف علامة دانس. كان ابن طبيب، درس الطب في باريس، وحصل على الدكتوراه في الطب في 1826. كان يعمل طبيبا في مستشفى كوشين توفي بوباء الكوليرا بعمر 35 عاما بعد فترة وجيزة من تعيينه كاستاذ في عيادة هوتيل ديو. على الرغم من موته المبكر غادر مع عدد من المنشورات، بما في ذلك علامته التي تحمل اسمه، ووصف في وقت مبكر تكزز الغدة الدرقية والذي يحدث في حالات قصور الدريقات